# Bulbophyllum rhopaloblepharon
Bulbophyllum rhopaloblepharon là một loài phong lan thuộc chi Bulbophyllum.